# Bjørvika
Bjørvika es un barrio situado en el distrito Sentrum de Oslo, capital de Noruega. Este barrio se sitúa en una pequeña bahía del Fiordo de Oslo, entre Gamlebyen y Akersness, que sirve como desembocadura del río Akerselva. Desde el año 2000, ha sido objeto de importantes proyectos de renovación urbana, que la han transformado de un puerto de contenedores al “centro cultural” de Oslo. Actualmente se sitúa en Bjørvika la Ópera de Oslo, y se podría construir aquí el museo Munch/Stenersen para sustiruir al Museo Munch. Están en construcción muchas calles nuevas y el Túnel de Bjørvika abrió en mayo de 2010.

## Nombre
El nombre del barrio en nórdico antiguo era Bjárvík. El primer elemento es el genitivo de býr,  que significa "ciudad" (en noruego moderno, by); el segundo elemento es vík, que significa "cala, bahía."

## Historia

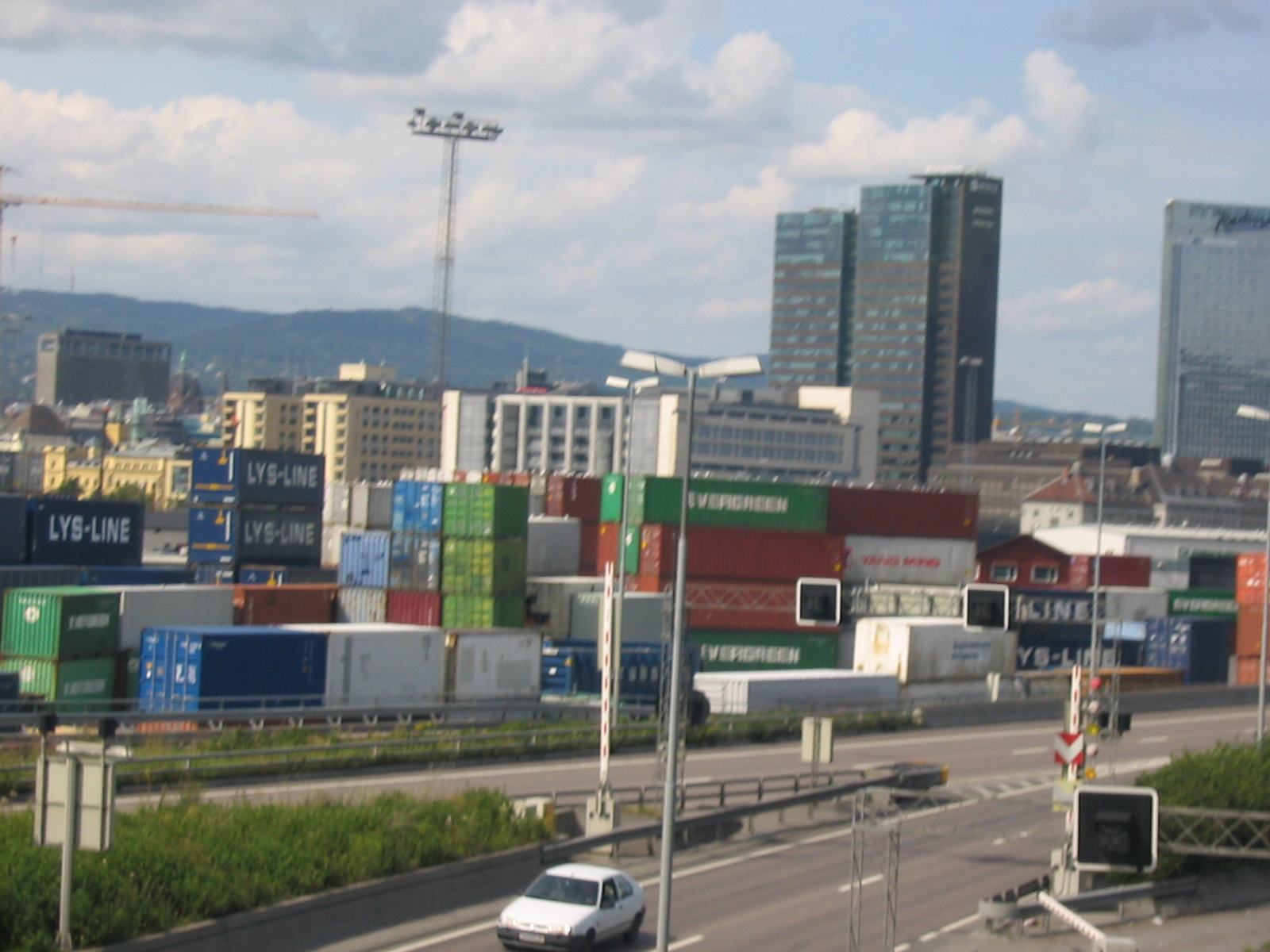
Bjørvika ha sido tradicionalmente un puerto.

Oslo fue fundada en el siglo XI cerca del lugar donde el Río Alna desemboca en el Fiordo de Oslo, debido a su localización estratégica comercial y militar. En 1100 se creó un obispado con sede en la ciudad. En 1300, tenía una población de tres mil personas y en 1299 había empezado la construcción de la Fortaleza de Akershus. En esa época, la ciudad se componía principalmente de edificios de madera, y tenía seis iglesias, tres monasterios y dos palacios: uno para el rey y otro para el obispo. La ciudad decayó durante los siglos XV y XVI. Tras la reforma de 1537, la base económica de la ciudad se desmoronó, y la ciudad se incendió varias veces.
Tras el incendio de 1624, el rey Cristián IV ordenó reconstruir la ciudad, y la rebautizó Cristianía en su honor. Se introdujo un nuevo plano ortogonal, y se construyeron edificios de ladrillo. La ciudad creció debido a que era un importante puerto para la exportación de madera, y en Bjørvika, al este de la ciudad, se instalaron las instituciones del puerto. En 1801, la ciudad tenía 8900 habitantes.
En 1814 Cristianía se convirtió en capital de Noruega, que había conseguido una independencia parcial de Dinamarca y formó una unión con Suecia. La industrialización comenzó en 1840, inicialmente a lo largo del Río Aker. La población creció rápidamente, y se construyeron nuevas infraestructuras. Aumentaron las actividades comerciales, y en 1854 se inauguró la estación de ferrocarril, que conectaba Cristianía con el Lago Mjøsa a través de la Línea Hoved. En 1835, la ciudad tenía una población de 18 000; en 1890, había alcanzado los 151 000. Desde 1878, el Fiordo de Oslo se mantenía abierto permanentemente con rompehielos. En 1900, Cristianía era la ciudad portuaria más importante de Noruega, y una de las más importantes de Europa.
En 1960, las ventas de coches aumentaron vertiginosamente tras la liberalización del mercado. En 1970 se inauguró una nueva red de carreteras en Bjørvika. Diez años después, el Túnel de Oslo conectó las dos redes de ferrocarril de la ciudad. La constante construcción de nuevas carreteras e instalaciones portuarias creó una barrera física y visual que impidió que Oslo tuviera acceso al paseo marítimo. La carretera europea E18 ocupa 1,8 km del paseo marítimo.

## Fjord City
Bjørvika está siendo renovada como parte del proyecto de renovación urbana "Fjord City". En 2010 se completó el Túnel de Bjørvika y en 2012 se retiró el cruce de carreteras Bispelokket y el resto de la E18. Se está construyendo una nueva avenida, Dronning Eufemias, que será una ruta principal para el transporte público y la atravesará la Línea Ekeberg del Tranvía de Oslo. La zona está justo al sur de la Estación Central de Oslo, y también se puede alcanzar mediante la estación Jernbanetorget del Metro de Oslo.

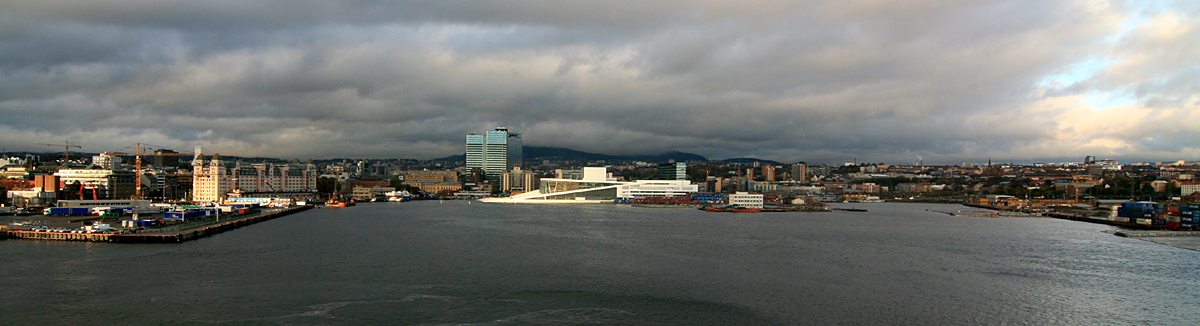
Bjørvika.

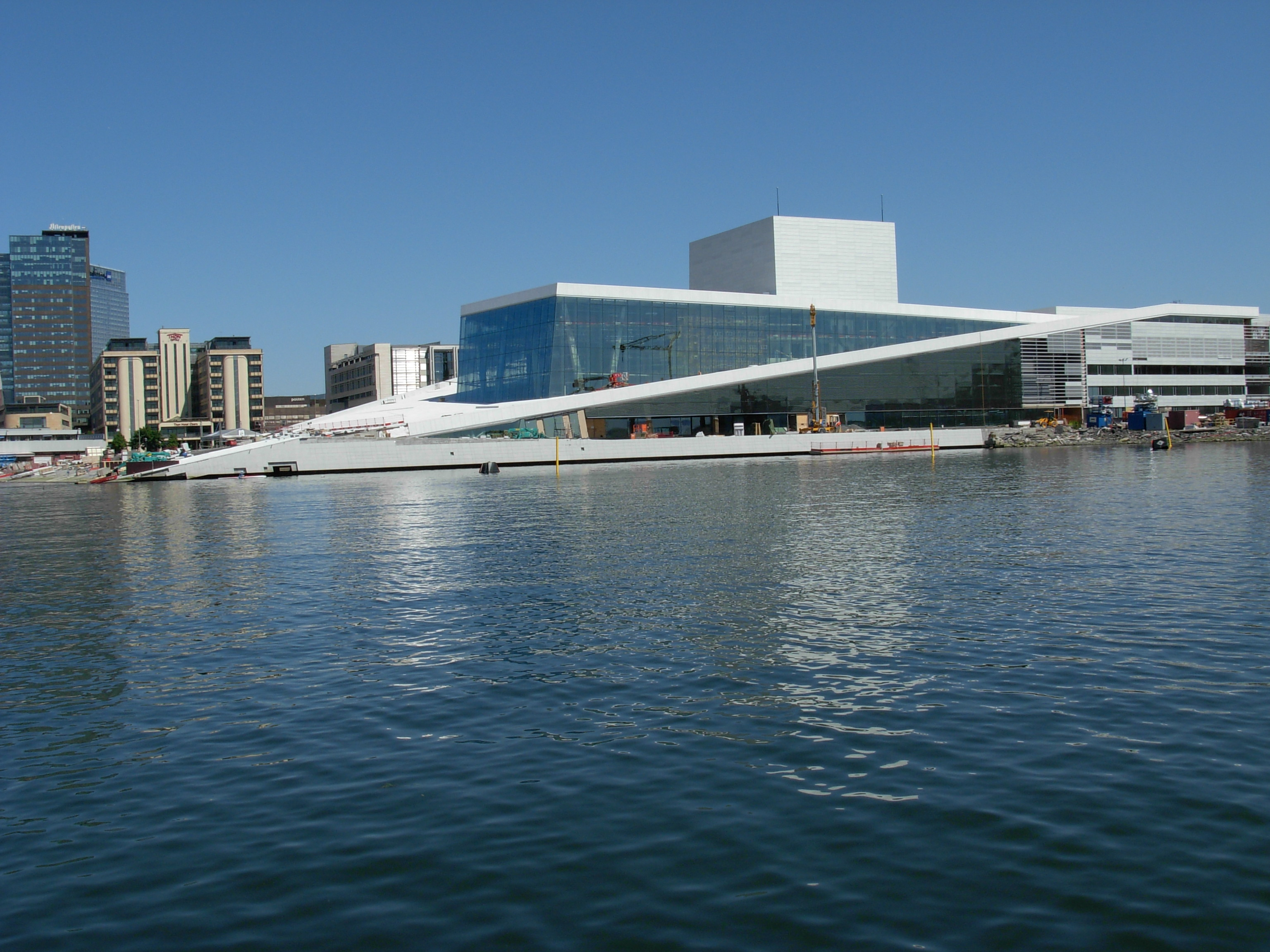
La Ópera de Oslo.

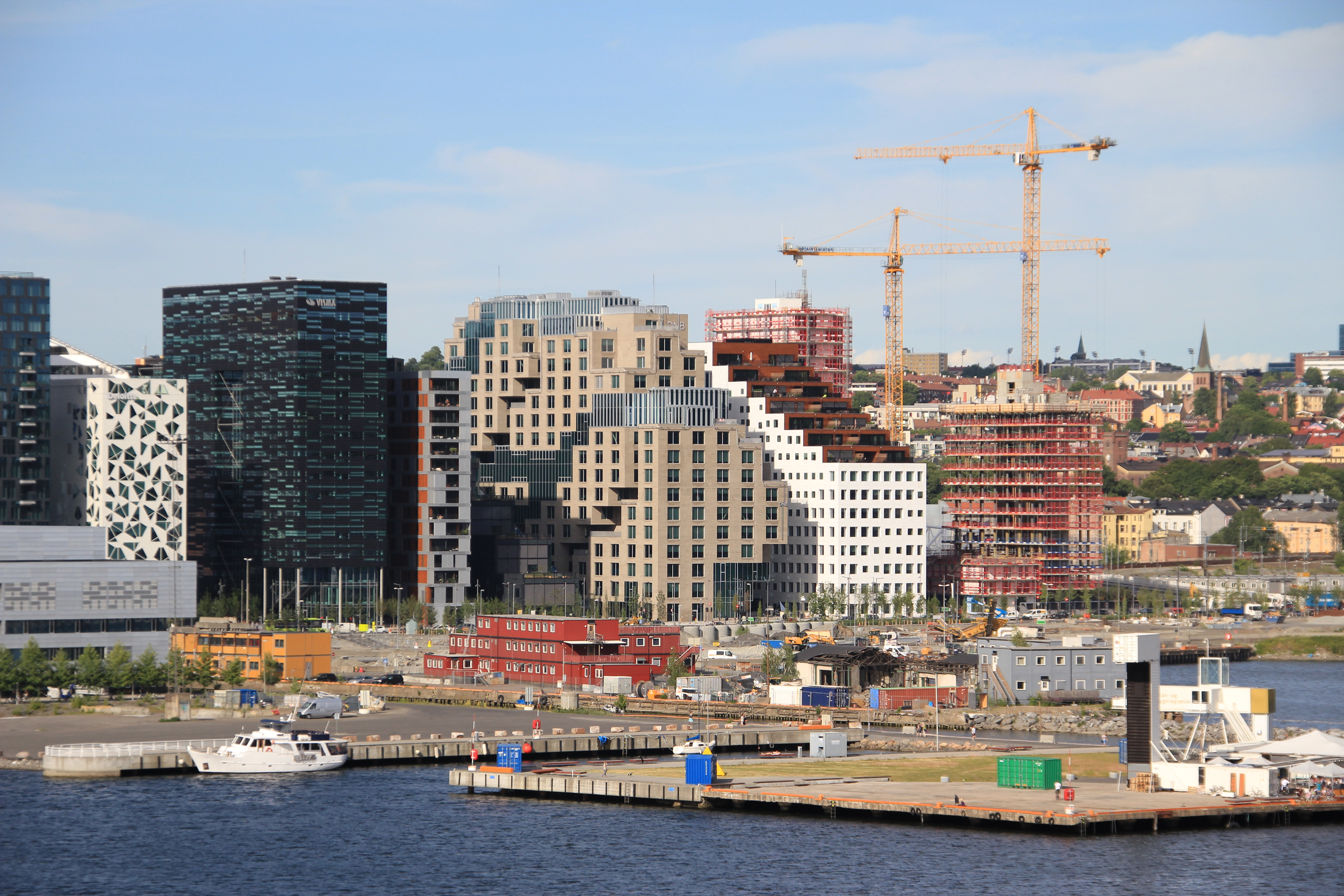
El Proyecto Barcode en construcción en diciembre de 2014.

La responsable del desarrollo de la zona es HAV Eiendom, sucursal de la Autoridad Portuaria de Oslo. Cuando se termine, tendrá unos cinco mil apartamentos y alojará unos veinte mil puestos de trabajo. Además, contendrá la sede de varias instituciones culturales. Se estima que unas treinta mil personas visitarán el barrio cada día.
En 2008, se inauguró la Ópera de Oslo en Bjørvika. diseñada por Snøhetta, fue construida con un coste de 3300 millones de coronas y construida por Statsbygg. Bjørvika fue escogida como ubicación de la Ópera frente a Vestbanen. La ópera tiene 38 500 m² de superficie y tiene un gran techo inclinado abierto al público. En 2008, el Parlamento Noruego decidió construir el Museo Munch, el Museo Stenersen y la Biblioteca Pública de Oslo en Bjørvika para convertir la zona en un nuevo centro cultural de la ciudad.
Entre Dronning Eufemias y la estación central se están construyendo doce rascacielos de hasta veintidós plantas de altura. Este proyecto se ha denominado oficialmente Proyecto Barcode. Actualmente, el proyecto está casi completo. La altura de los edificios creó un acalorado debate en la ciudad.

## Deporte
Bjørvika SK es el club de deportes local, fundado en 2009. Actualmente su equipo de fútbol compite en la división Oslo Fotballkrets 8.

## Economía
En Bjørvika se sitúa la sede de Avinor, en el lado del mar de la Estación Central de Oslo.